# 河盛裕三
河盛 裕三（かわもり ゆうぞう、1947年7月25日 - ）は、日本の経営者。関西ペイント社長を務めた。

## 来歴・人物
大阪府出身。1971年に関西学院大学商学部を卒業し、同年に関西ペイントに入社し、2002年に取締役に就任。常務、専務を経て、2010年4月に社長に就任。代表取締役を経て、2013年6月に相談役に就任し、2017年6月からは名誉顧問を務めている。2019年6月からはトクヤマで社外取締役を務めている